# Allan Pierce
Allan Dale Pierce né le 18 décembre 1936 à Clarinda, Iowa est un physicien américain connu pour ses travaux en acoustique.

## Biographie
Après l'obtention d'un BSc au New Mexico College Agricultural and Mechanic Arts en 1957 Allan Pierce soutient sa thèse en physique du solide au Massachusetts Institute of Technology en 1961,. 
Au cours de sa carrière il occupe de nombreux postes, :
- chercheur à la RAND Corporation à Santa Monica, Californie de 1961 à 1963,
- chercheur chez Avco Space Systems Division à Wilmington, Massachusetts de 1963 à 1966,
- professeur au Massachusetts Institute of Technology à Cambridge de 1966 à 1973,
- professeur au Georgia Institute of Technology à Atlanta de 1973 à 1988,
- chaire William Leonhard en ingénierie au Pennsylvania State University à University Park (en) de 1988 à 1993,
- professeur et directeur du département aerospace and mechanical engineering de Boston University de 1993 à 1999.
- À cette date il devient éditeur-en-chef du Journal of the Acoustical Society of America jusqu'en 2012[4].

Pierce a obtenu le Humboldt Senior US Scientist Fellowship pour un détachement au Max Planck Institute for Fluid Mechanics à Göttingen, Allemagne de 1976 à 1977. Il a également été professeur visiteur à l'institut océanographique de Woods Hole de 2002 à 2003.
Il est fondateur et président du Cape Cod Institute for Science and Engineering de formation continue à Sandwich (Massachusetts), créé en 2017.
Ses travaux de physique appliquée ont porté sur le bruit des pales d'hélicoptère, le bang supersonique, le bruit des turbines de propulseur et l'acoustique sous-marine.

## Ouvrages
- (en) A. D. Pierce, Acoustics: an Introduction to Its Principles and Applications, Acoustical Society of America Press/Springer, 1989 ;
- (en) A. D. Pierce, Underwater Scattering and Radiation: Physical Acoustics, Academic Press, 2013 (ISBN 978-0124779228) ;

## Distinctions
- Fellow de l'American Society of Mechanical Engineers (ASME) ;
- Fellow de l'Acoustical Society of America (ASA) ;
- Médaille d'argent de l'ASA, 1991 ;
- Per Bruel Gold Medal for Noise Control and Acoustics de l'ASME, 1995[6] ;
- prix Rossing (en) en 2004 ;
- médaille d'or de l'ASA (en), 2005 ;
- médaille d'or de l'Acoustical Society of India ;
- membre de l'Institute of Electrical and Electronics Engineers ;
- membre de l'American Institute of Aeronautics and Astronautics.